# 血盟の血
『血盟の血』は、HBOで放送されたファンタジー・ドラマ・シリーズである『ゲーム・オブ・スローンズ』の第6章『冬の狂風』の第6話である。ブライアン・コグマンによって脚本が書かれ、ジャック・ベンダーが監督した。タイトルは、デナーリスがドスラク人に呼びかける言葉であり、かつブランが思いがけない親族に救われることを示す。
ブランとミーラはベンジェン・スタークに救われる。サムはジリと子供を故郷のホーンヒルに預けようとするが、父に会って変心する。ジェイミーは武力でハイ・スパロウを倒そうとするが、トメンに妨げられ、リヴァーランドに送られる。アリアは暗殺の命令に背く。

## あらすじ

### 〈壁〉の北にて
ミーラ(エリー・ケンドリック)は一人でブラン(アイザック・ヘンプステッド＝ライト)を運んで逃げるが、亡者たちに追いつかれる。そこに黒衣の騎手が現れて二人を救う。騎手は死んだと思われていたブランの叔父ベンジェン・スターク(ジョゼフ・マウル)であり、ホワイト・ウォーカーに殺されたが〈森の子ら〉の魔法で救われたと明かす。今やブランが〈三つ目の鴉〉になったと言う。

### ホーンヒルにて
サムはジリと子供を預けるため、馬車で故郷〈角の丘城〉(ホーンヒル)に着く。3人はサムの母サマンサ(サマンサ・スパイロ)、妹タラ(レベッカ・ベンソン)、弟ディコン(フレディー・ストローマ)に優しく迎えられる。だが父ランディル・ターリー(ジェームズ・フォークナー)はサムを侮辱し、ジリが野人であることを知って、台所にならおいてやるがサムは追い出すと言う。深夜、サムは密かに家宝のヴァリリア鋼の名剣〈心臓裂き〉(ハーツベイン)を盗み出し、ジリと子供と一緒に逃げ出す。

### キングズランディングにて
トメン(ディーン＝チャールズ・チャップマン)はハイ・スパロウ(雀聖下)(ジョナサン・プライス) に会い、マージェリー (ナタリー・ドーマー)が〈恥辱の道〉を逃れる道を探る。ジェイミー (ニコライ・コスター＝ワルドー)、メイス・タイレル(ロジャー・アシュトン＝グリフィス)、オレナ(ダイアナ・リグ)はタイレル家の兵を率いてベイラー大聖堂を包囲し、マージェリーとロラスの釈放を要求する。だが大聖堂からトメンが姿を現し、ハイ・スパロウと和解した事を発表し、兵を引かせる。
トメンは〈王の手〉ケヴァン(イアン・ゲルダー)の同意のもと、ジェイミーを〈王の盾〉の総帥職から外し、リヴァーランドのリヴァーラン城奪回に向かわせようとする。ジェイミーは武力で七神正教を討ちたいとサーセイ (レナ・ヘディ)に言う。サーセイはなだめ、来る自分の決闘裁判ではグレガー・クレゲイン(ハフソー・ユリウス・ビョルンソン)を代理闘士にするという。

### ブレーヴォスにて
アリア (メイジー・ウィリアムズ)は、ジョフリーとタイウィンが殺される笑劇を見た後、レディ・クレイン(エッシー・デイヴィス)の酒に毒を入れる。だがアリアはレディ・クレインに優しい言葉をかけられ、レディ・クレインが毒酒を飲もうとした瞬間に杯をたたき落とす。アリアが暗殺任務を果たさなかった事を見届けた〈浮浪児〉(フェイ・マーセイ)はジャクェン・フ=ガー(トム・ヴラシア)からアリアを殺す許可を得る。アリアはこれを予期し、隠していた〈針〉(ニードル)を持ち出して待ち伏せする。

### 双子城にて
〈双子城〉にて、ウォルダー・フレイ(デイビッド・ブラッドリー)はブリンデン・タリーにリヴァーラン城を奪われた二人の息子ローサー・フレイ(Daniel Tuite)とウォルダー・リヴァーズ(ティム・プレスター)を叱責する。捕えていたエドミュア・タリー(トビアス・メンジーズ)を引き出して、ブリンデンの降伏を誘おうとする。

### ヴァエス・ドスラクにて
デナーリス(エミリア・クラーク)はダーリオ・ナハーリス (マイケル・ユイスマン) やドスラク人たちとミーリーンに向かう。一人で山の陰に向かったあと、ドロゴンに乗って再び姿を現し、共に海を渡って七王国を征服しようとドスラク人たちに呼びかける。

## 製作

### 脚本
原作者との話し合いにより、未刊の原作『冬の狂風』に基づいて脚本が書かれた。ブランが謎の騎手に救われるシーンは、『竜との舞踏』に基づいている。

### キャスティング
エドミュア・タリー役のトビアス・メンジーズ、ウォルダー・フレイ役のデイビッド・ブラッドリーはシーズン3以来の登場となる。またベンジェン・スターク役のジョゼフ・マウルはシーズン1以来の登場となる。ブレーヴォスでの笑劇での楽師たちとして、アイスランドのバンド”オブ・モンスターズ・アンド・メン”がカメオ出演している。

### ロケーション

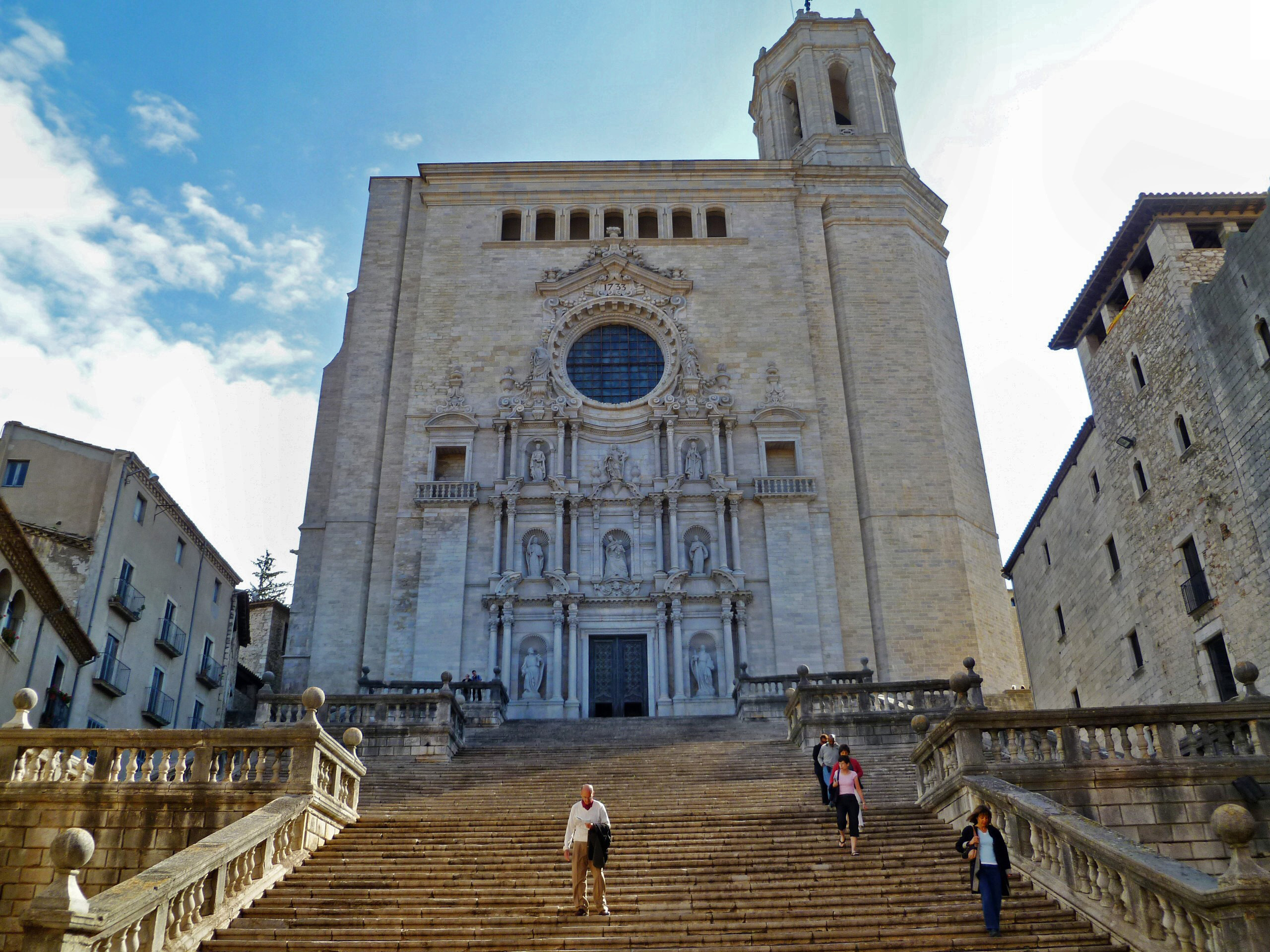
スペインの ジローナの大聖堂

スペインの ジローナの大聖堂で、ベイラー大聖堂の階段でハイ・スパロウとタイレル家の軍が対決するシーンが撮影された。カタルーニャ州のカスティヨ・サンタ・フロレンティナではターリー家のホーンヒル城のシーンが撮影された。

## 評判

### 視聴者数
本エピソードは671万人に視聴された。前エピソードより大きく下げたが、これは戦没将兵追悼記念日のためであると分析される。

### 賞
第68回プライムタイム・エミー賞で、本エピソードは他2エピソードとともにプロダクション・デザイン賞現代劇/ファンタジー・ドラマ部門を受賞した。

## 参照
1. ↑  Hibberd, James (2015年6月25日). “Game of Thrones directors revealed for mysterious season 6”. Entertainment Weekly. 2015年6月26日閲覧。
2. ↑  Metcalf, Mitch (2016年6月1日). “Top 150 Sunday Cable Originals & Network Finals: 5.29.2016”.   ShowBuzzDaily. 2016年6月1日閲覧。